# Claudia Dreher
Claudia Dreher (Maagdenburg, 2 mei 1971) is een Duitse voormalige langeafstandsloopster, die vooral succesvol op de marathon is geweest.

## Loopbaan
In 1993 werd Dreher Duits kampioene veldlopen. In 1997 herhaalde ze dit en won bovendien de marathon van Houston en de marathon van Lissabon.
Op het Europees kampioenschap marathon van 1998 werd ze tiende en op de marathon van Frankfurt werd ze dat jaar gedeeld derde en tevens Duits kampioene. In het volgende jaar liep ze eerst een parcoursrecord op de marathon van Hannover in 2:27.55, haar persoonlijke record en het huidige parcoursrecord en werd negende op de marathon tijdens de wereldkampioenschappen in Sevilla.
In 2000 werd Claudia Dreher opnieuw derde op de marathon van Frankfurt en won de marathon van Lissabon. In 2002 en 2004 zegevierde ze in de marathon van Keulen en liep met 1:11.57 een persoonlijk record op de halve marathon van Okayama.
In 2005 werd Dreher derde op de marathon van Hamburg en won voor de derde maal de marathon van Keulen. Het jaar erop werd ze elfde in Göteborg in een tijd van 2:33.53 op het Europees kampioenschap marathon en vierde op de marathon van Frankfurt.
In 2007 werd ze achtste op de marathon van Hamburg.
Claudia Dreher werd getraind door Bodo Unger. In 2006 beëindigde zij haar studie en nu staat zij sinds 2009 aan het hoofd van de onderneming "Dynavia".

## Titels
- Duits marathonkampioene - 1998
- Duits veldloopkampioene (lange afstand) - 1993, 1997

## Persoonlijke records
Baan
| Onderdeel | Prestatie | Datum            | Plaats  |
| --------- | --------- | ---------------- | ------- |
| 5000 m    | 15.41,23  | 30 augustus 1994 | Berlijn |
| 10.000 m  | 32.44,94  | 27 augustus 1991 | Tokio   |

Weg
| Onderdeel      | Prestatie | Datum            | Plaats    |
| -------------- | --------- | ---------------- | --------- |
| 10 km          | 34.43     | 22 maart 2008    | Paderborn |
| halve marathon | 1:11.57   | 23 december 2004 | Okayama   |
| marathon       | 2:27.55   | 16 mei 1999      | Hannover  |

## Palmares

### 10 Eng. mijl
- 1993:  Dam tot Damloop - 54.17

### marathon
- 1997:  marathon van Houston - 2:36.13
- 1997:  marathon van Lissabon - 2:33.59
- 1998: 10e EK - 2:31.10
- 1998:  marathon van Frankfurt - 2:32.35
- 1999:  marathon van Hannover - 2:27.55
- 1999: 9e WK - 2:29.22
- 1999: 10e marathon van Tokio - 2:32.08
- 2000:  marathon van Frankfurt - 2:31.57
- 2000: DNS OS
- 2001:  marathon van Lissabon - 2:31.01
- 2002:  marathon van Keulen - 2:31.29
- 2004:  marathon van Keulen - 2:32.06
- 2005:  marathon van Hamburg - 2:29.49
- 2005:  marathon van Keulen - 2:31.43
- 2006: 11e EK - 2:33.53
- 2006: 4e marathon van Frankfurt - 2:32.21
- 2007: 8e marathon van Hamburg - 2:33.58
- 2008 :  marathon van Tokio - 2:35.35